# Frieden von San Stefano

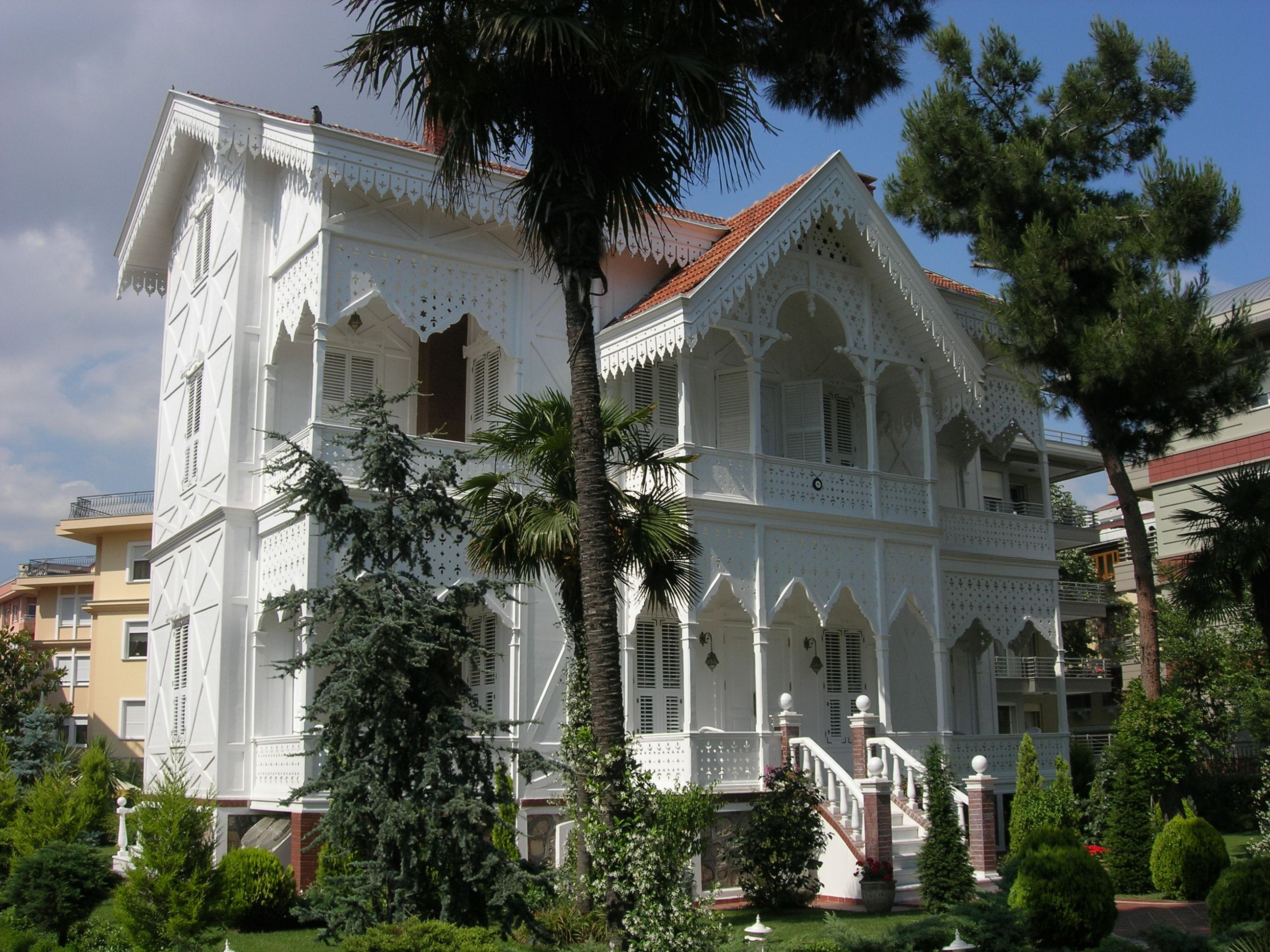
In diesem Haus wurde 1878 der Frieden von San Stefano unterzeichnet.

Der Frieden von San Stefano (auch Vorfrieden von San Stefano, heute Yeşilköy im Westen Istanbuls am Marmarameer) beendete am 19. Februarjul. / 3. März 1878greg. den Russisch-Türkischen Krieg 1877–1878. Bei der von Russland angestrebten Neuordnung des Balkans stieß vor allem die Schaffung eines bulgarischen Großreiches mit Zugang Russlands zu den Dardanellen auf den Widerstand der europäischen Großmächte, besonders Österreich-Ungarns, das seine Interessen auf dem Balkan, und Englands, das das Gleichgewicht der Mächte in Europa und den Status der Türkei in Gefahr sah. Daher wurde der Vertrag nach dem Berliner Kongress durch den Berliner Vertrag ersetzt, der einen Teil der Vereinbarungen einschränkte oder aufhob.
Im Zuge des Krieges kam es zur Unabhängigkeit Bulgariens. Aus diesem Grund begeht man in Bulgarien den 3. März als Nationalfeiertag.

## Vorgeschichte

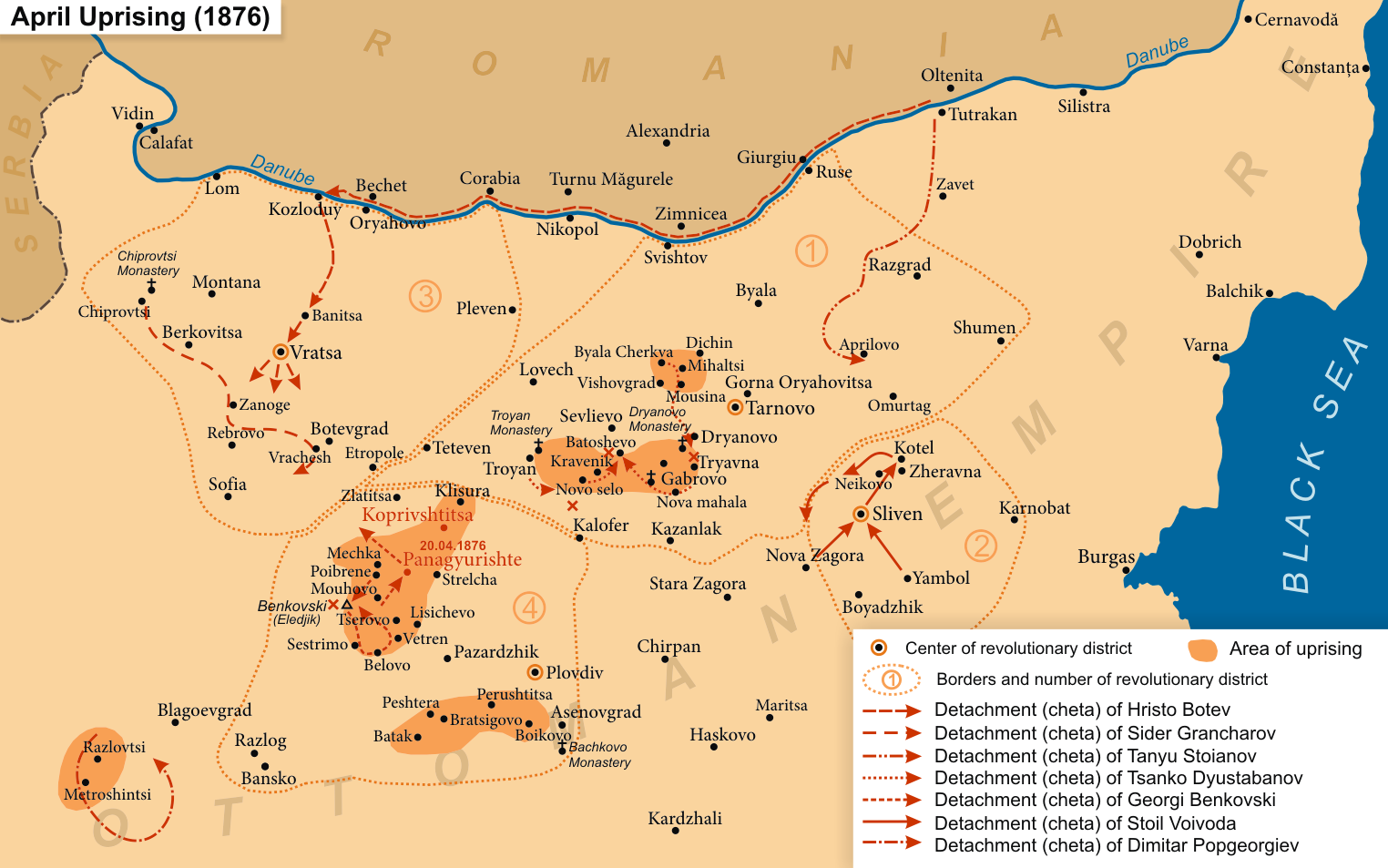
Die aufständischen Gebiete während des Aprilaufstands von 1876

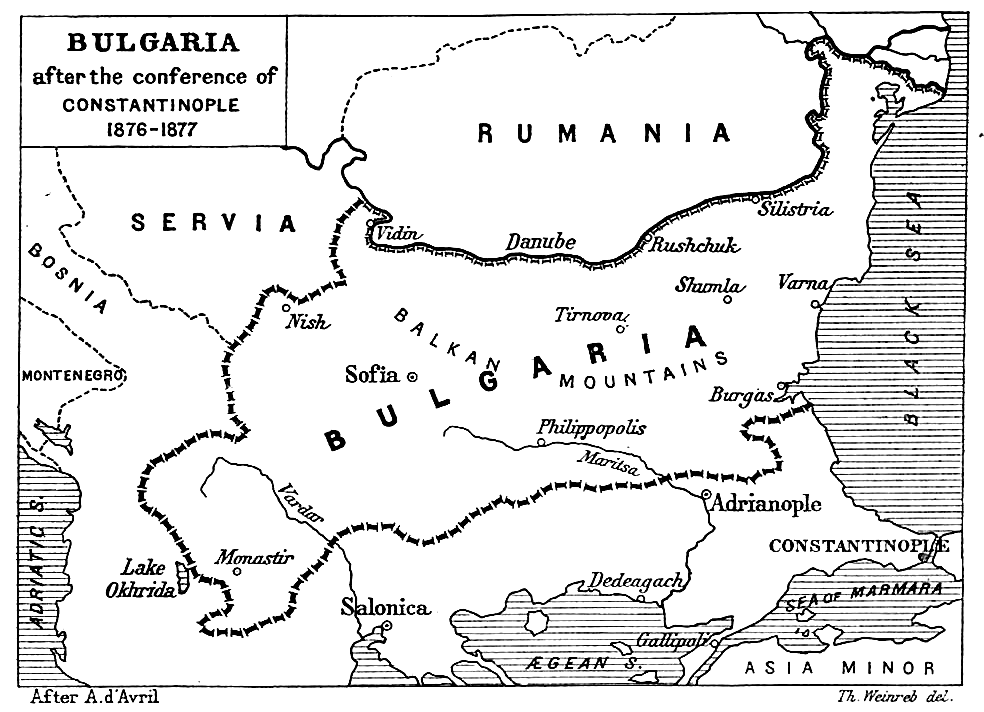
Auf der Konferenz von Konstantinopel projektierte Grenzen Bulgariens

Nachdem das Osmanische Reich 1876 den Aprilaufstand in Bulgarien blutig niedergeschlagen hatte und zudem serbisch-bosnische Rebellen gegen die osmanische Herrschaft ein Hilfeersuchen an Serbien gerichtet hatten, erklärten das Fürstentum Serbien und das Fürstentum Montenegro dem Osmanischen Reich den Krieg (Serbisch-Osmanischer Krieg). 
Um einen Kriegseintritt Russlands zu verhindern, berief 1876 der damalige britische Premierminister Lord Disraeli die Konferenz von Konstantinopel ein, die sich mit der Zukunft der Balkanvölker befasste. Dabei schlugen die europäischen Politiker eine Reihe von Reformen im Osmanischen Reich vor. In Bezug auf Bulgarien wurden die Möglichkeit der Autonomie und die Grenzen einer oder mehrerer künftiger autonomer bulgarischer Provinzen innerhalb des Osmanischen Reiches diskutiert. Sultan Abdülhamid II. weigerte sich jedoch, einen von vier Punkten, der die Einschränkung seiner Souveränität betraf, anzunehmen. 
Russland unterstützte die „slawischen Brüdervölker“ im Zeichen des Panslawismus inoffiziell; um direkt eingreifen zu können, musste es sich aber mit dem Deutschen Reich und Österreich-Ungarn verständigen. 
Bismarck vermied es, Partei zu ergreifen, also verständigte sich Russland mit Österreich-Ungarn am 15. Januar 1877 im Vertrag von Budapest: Russland sicherte zu, keinen großslawischen Staat auf dem Balkan zu schaffen, Österreich sollte das Recht zur Besetzung Bosniens und der Herzegowina bekommen und sich dafür neutral verhalten.

## Friedensschluss

Bulgarien; Grenzen nach dem Frieden von San Stefano (3. März 1878) und dem Berliner Kongress (Juni 1878).

Im folgenden russisch-türkischen Krieg eroberte Russland praktisch den gesamten europäischen Teil des Osmanischen Reiches, lediglich Konstantinopel wurde aus Rücksicht auf die anderen europäischen Mächte nicht eingenommen. Da sich Großbritannien und Frankreich in diesem enormen russischen Machtzuwachs in ihren Interessen beeinträchtigt sahen, schickten sie ihre Mittelmeerflotten an die Meerengen, um Präsenz zu zeigen. Russland bemühte sich daraufhin, im Frieden von San Stefano schnell klare Verhältnisse zu schaffen, und das Osmanische Reich musste auf die russischen Maximalforderungen eingehen.
Für das Russische Reich unterzeichneten den Vertrag  Nikolai Ignatjew, ehemaliger russischer Botschafter in Konstantinopel und Alexander Nelidow, Leiter der diplomatischen Abteilung der russischen Balkanarmee. Für das Osmanische Reich unterschrieben Mehmed Esad Safvet Paşa, Sekretär des Sultans sowie Sadullah Paşa.
Der Frieden von San Stefano bestimmte die sofortige Unabhängigkeit von Serbien, Montenegro und Rumänien. Bulgarien sollte neben den Vilâyet Tuna, um die osmanischen Provinz Edirne sowie große Teile der Landschaft Makedonien bis an die Ägäis, die Teil der Provinzen Saloniki, Manastır und Prizren waren, ausgedehnt werden. Der neugeschaffene bulgarische Staat sollte zwei Jahre unter russischer Besatzung stehen und anschließend ein autonomes, aber dem Osmanischen Reich tributpflichtiges Fürstentum werden. Russland sollte in Europa Teile von Bessarabien (für die Rumänien mit der Dobrudscha entschädigt werden sollte) und in Kleinasien Teile von Armenien sowie die osmanischen Sandschaks Kars, Batum und Ardahan, der Elviye-i Selâse, erhalten.

## Auszug aus dem Vorfrieden von San Stefano
Der Vorfriede von San Stefano wurde in französischer Sprache verfasst.
Artikel 1., 3., 5. „Serbien, Montenegro, Rumänien, durch thrakisches Gebiet vergrößert, sollen unabhängige Staaten werden.“
Artikel 6. „Bulgarien, mit Ostrumelien und Makedonien bis ans Ägäische Meer ausgedehnt, soll als autonomes und der Türkei tributpflichtiges Fürstentum, 2 Jahre von den Russen besetzt bleiben“
Artikel 7. „Bulgarien ist Wahlfürstentum, kein Mitglied einer regierenden Dynastie der europäischen Großmächte kann „Fürst von Bulgarien“ werden. Für die Wahl ist die Konfirmation der Pforte und die Genehmigung der Mächte erforderlich.“
Artikel 12. „Die Donaufestungen sind zu schleifen; keine Kriegsschiffe, nur Flußpolizeischiffe sind auf der Donau erlaubt“
Artikel 19. „Kriegsentschädigungen von 1400 Millionen Rubel sind durch die Türkei an Rußland zu zahlen; sie können durch Gebietsabtretungen (Sandschak von Toultscha, Ardahan, Kars, Batumi, Bayazet) (= 1100 Millionen Rubel) abgegolten werden.“
Artikel 21. „Optionsklausel für die Einwohner abgetretener Gebiete“
Artikel 22. „Schutz der russ. Mönche in der Türkei und auf dem Berge Athos. Das offizielle Schutzrecht ist der kaiserl. Botschaft und den russ. Konsulaten in der Türkei zuerkannt.“
Artikel 24. „Der Bosporus und die Dardanellen bleiben, in Kriegs- wie in Friedenszeiten, den Handelsschiffen neutraler Staaten geöffnet.“

## Revision durch Berliner Kongress
Besonders Großbritannien und Österreich-Ungarn wollten diesen Diktatfrieden nicht akzeptieren. Mit der Schaffung des großbulgarischen Fürstentums hatte Russland den geheimen Budapester Vertrag mit Österreich-Ungarn gebrochen, das daher eine Revision des Vertrags von San Stefano forderte. Auch Großbritannien wollte unbedingt verhindern, dass Russland – wie in San Stefano festgelegt – über den Satellitenstaat Bulgarien Zugang zum Mittelmeer erhielt, und versprach dem Osmanischen Reich in der Konvention zur Verteidigungsallianz zwischen Großbritannien und der Türkei in Istanbul vom 4. Juni 1878 gegen die Abtretung von Zypern Beistand.
Die drohende Kriegsgefahr konnte durch die Einberufung des Berliner Kongresses gebannt werden, der den Frieden von San Stefano teilweise zu Lasten Russlands und Bulgariens revidierte, was aber den geheimen Vorverträgen Russlands mit Österreich (Konvention von Reichstadt und der Konferenz von Konstantinopel) entsprach.